# Petite-Côte

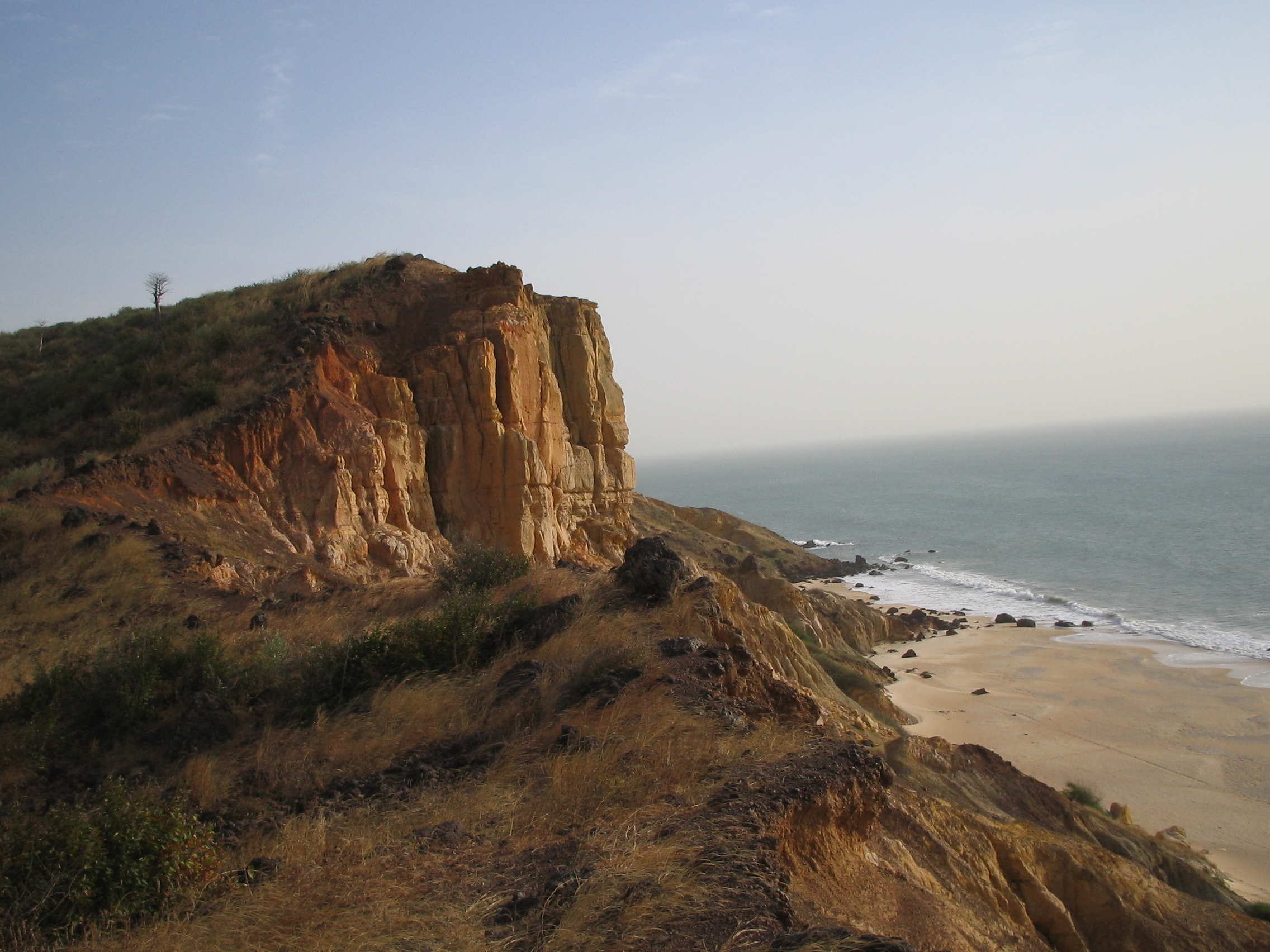
Der Felsen bei Popenguine

Die Petite-Côte (französisch kleine Küste) ist der Name des Küstenabschnittes im westafrikanischen Staat Senegal, der sich südlich der Metropole Dakar von der Cap-Vert-Halbinsel bis zum Sine-Saloum-Flussdelta zwischen den Städten Rufisque im Norden und Joal-Fadiouth im Süden 80 Kilometer weit erstreckt. 
An der bevölkerungsreichen Küste reihen sich viele Städte und Seebäder aneinander. Von Norden nach Süden sind namentlich folgende zu nennen:
- Rufisque
- Bargny
- Toubab Dialao
- Popenguine-Ndayane
- Saly Portudal
- Mbour
- Nianing und
- Joal-Fadiouth

Weiter nach Süden, dem vielfach amphibisch gegliederten Saloumdelta vorgelagert, liegen noch 
- Palmarin Facao und
- Djiffer.